# Atelecyclidae
Atelecyclidae là một họ cua thuộc liên họ Cancroidea. 

## Phân loại
Họ này hiện được ghi nhận gồm 8 chi, trong đó có 2 chi đã tuyệt chủng. Tuy nhiên, các chi khác ngoài Atelecyclus và Pseudocorystes không thuộc về Cancroidea và sẽ bị loại bỏ khỏi họ này. 
- Atelecyclus
- †Levicyclus
- †Palaeotrichia
- Peltarion
- Podocatactes
- Pseudocorystes
- Protopeltarion
- Trichopeltarion